# Marie-Louise Bloesch-Moser
Marie-Louise Bloesch-Moser est une femme suisse (1782, Bienne - 31 juillet 1863, Bienne), directrice du premier pensionnat pour gymnasiens de la ville de Bienne.  

## Biographie

### Jeunesse
Marie-Louise Moser naît à la rue Haute 9 et est baptisée le 15 mai 1782. Elle est la fille de Abraham Moser (1755-1824) et de Marianne Neuhaus (1757-1824). Son père, qui avait étudié la médecine et le droit, est notaire et occupe diverses fonctions importantes en ville de Bienne. Il en est notamment le dernier bourgmestre de l'Ancien Régime, de 1782 à 1789. Sa mère est la fille du médecin communal, Johann Rudolf Neuhaus,.

### Mariage
Marie-Louise Moser épouse en 1802 le médecin Alexander Bloesch (1778-1814). Ensemble, ils ont quatre fils et une fille : Alexander (1802-1816), Caesar Adolf (de) (1804-1863), médecin, politicien et auteur, Eduard (en) (1807-1866), juriste et politicien, Friedrich (Fritz) (1810-1887), industriel et copropriétaire des tréfileries de Boujean, et Louise Mathilde (1814-1869), qui épousera Friedrich (Fritz) Haag (1812-1871). 
En décembre 1813, les troupes coalisées opposées à Napoléon traversent la Suisse en direction de la France. Avec elles se propage le virus du typhus. À Bienne, l'hospice (situé dans l'ancienne commanderie Saint-Jean, soit l'actuelle partie est de l'école Dufour) et l'hôtel de ville sont transformés en dispensaires pour militaires, dirigés par des médecins locaux. Lorsque cinq d'entre eux sont contaminés, il ne reste plus que le docteur Alexander Bloesch pour s'occuper tant des soldats que des civils. Mais le typhus le rattrape et il décède le 21 février 1814, un mois avant la naissance de sa fille. Marie-Louise Bloesch-Moser, enceinte, se retrouve veuve. Deux ans plus tard, c'est son fils aîné, Alexander, qui meurt à l'âge de 13 ans.

### Directrice de pensionnat
En 1817 s'ouvre le premier gymnase de Bienne. Marie-Louise Bloesch-Moser se voit alors proposer de diriger le pensionnat qui accompagne cette nouvelle institution. Dans les premiers mois, elle héberge les étudiants extérieurs à la ville dans sa maison de la rue Haute 22. Le 21 mars 1818, le Conseil de ville (parlement) décide de transférer le gymnase dans l'hospice et ancienne commanderie de l'actuelle rue Général-Dufour. Le pensionnat suit et occupe l'étage supérieur. Marie-Louise Bloesch-Moser y vit avec sa famille (ses fils suivent d'ailleurs les cours du gymnase) et encadre jusqu'à 30 pensionnaires. Elle occupe cette fonction près de 20 ans, jusqu'en 1836,.

### Retraite et mort
Après son départ du pensionnat, Marie-Louise Bloesch s'occupe de ses petits et arrière-petits-enfants. Elle meurt le 31 juillet 1863.

## Une femme avant-gardiste

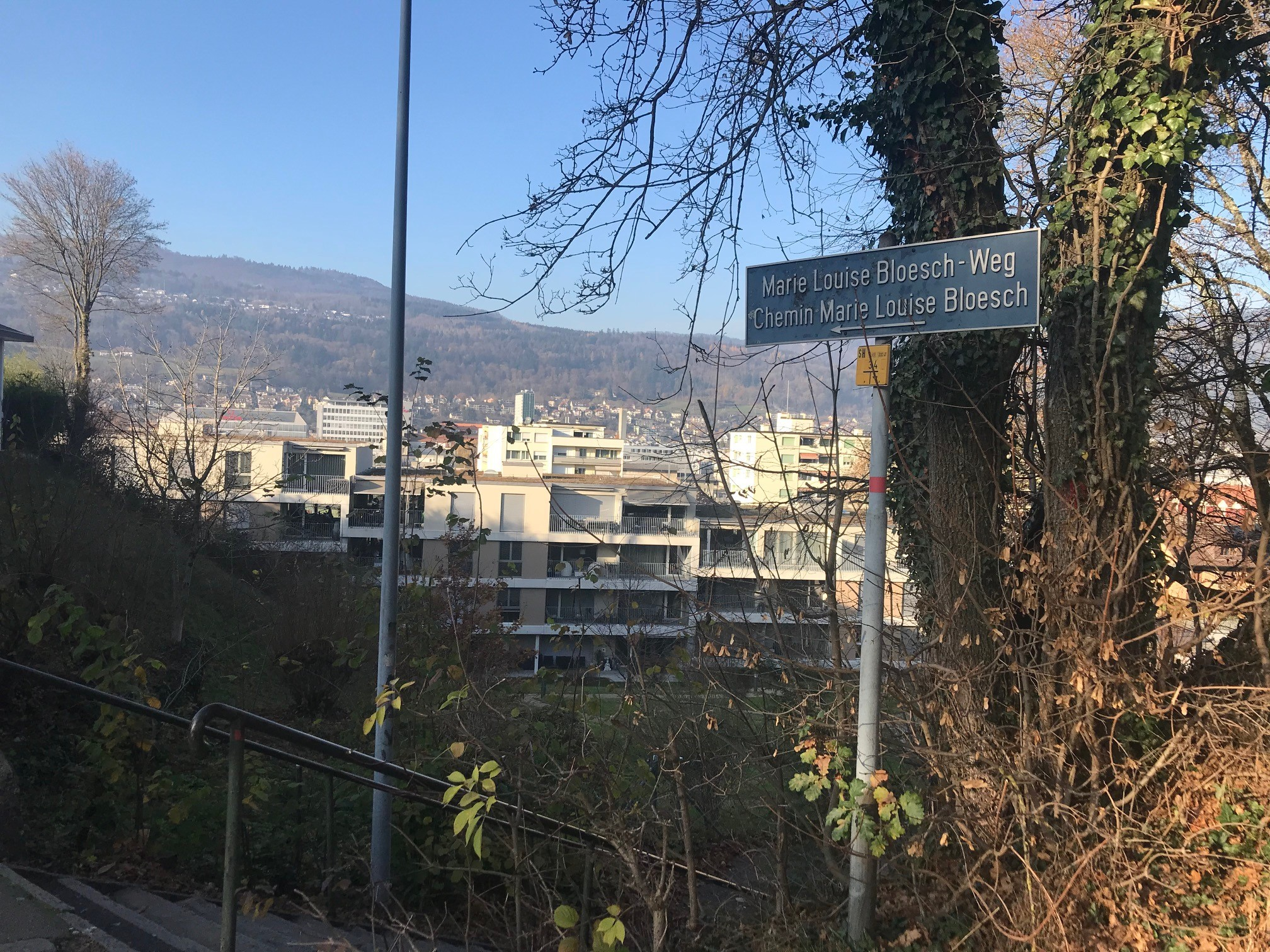

Devenir veuve au 19e siècle signifiait pour beaucoup de femmes de la bourgeoisie devoir se retourner vers leur famille ou pouvoir compter sur un héritage. À défaut, elle devait espérer un nouveau mariage, si possible avec un veuf. En choisissant de diriger le pensionnat du gymnase, Marie-Louise Bloesch-Moser a décidé de prendre son avenir en mains et de subvenir par elle-même aux besoins de sa famille, sans pour autant devoir exercer une activité professionnelle externe, préjudiciable à son honorabilité. Selon Margrit Wick[Qui ?] : « Bien au contraire, tout en maintenant son rôle de mère et de chef de famille, conforme à sa position sociale, elle y a tout simplement inclus des « enfants » supplémentaires. C'est ainsi que Marie-Louise Bloesch-Moser est devenue une pionnière de l'activité professionnelle des femmes ».

## Hommages
- C’est la première femme à se voir honorée par un nom de rue (ancien Bierkellerweg[9]), au début des années 1960[10],[11], dans l'ancienne commune de Madretsch (aujourd'hui fusionnée avec Bienne)[12].